# گیله‌وار
گیله‌وار (به لاتین: Giləvar) نام یک باد گرم جنوبی است که در طول سال به ویژه در شهرهای باکو و شماخی و در سراسر شرق جمهوری آذربایجان می‌وزد. گیله‌وار یکی از دو باد اصلی کشور جمهوری آذربایجان است که همراه با خزری یا همان باد سرد شمالی به سوی باکو می‌وزند.

## ریشه واژه
نام گیله‌وار از زبان تاتی قفقاز آمده است که در بیشتر نقاط کوهستانی شمال جمهوری آذربایجان و شهرهای حومه باکو به کار می‌رود. گیله به‌معنی دانه یا قطره و وار به‌معنی باد است.